# Schmittweiler (Schönenberg-Kübelberg)
Schmittweiler ist ein Ortsteil der im rheinland-pfälzischen Landkreis Kusel liegenden Ortsgemeinde Schönenberg-Kübelberg. Bis 1969 war Schmittweiler eine eigenständige Gemeinde.

## Lage
Der Ort liegt in der Region Westpfalz und in der Landschaft Saar-Nahe-Bergland. Er grenzt im Westen an Dunzweiler, im Norden an Dittweiler und Brücken (Pfalz), im Süden an Waldmohr und im Osten an den Ortsteil Kübelberg.

## Geschichte
Schmittweiler ist der wahrscheinlich älteste Gemeindeteil von Schönenberg-Kübelberg. Ausgangspunkt der Besiedelung der Gegend waren die Königshöfe Kusel und Waldmohr. Im 7. und 8. Jahrhundert entstanden unter anderem die Weiler Dunzweiler, Dittweiler, Staßweiler bei Altenkirchen und Schmittweiler.
Urkundlich wurde Schmittweiler jedoch erst 1438 als „Schmidwilr“ erwähnt, 1456 als „Smydewilr“ und 1475 als „Smidwiler“. Der heutige Name wurde zuerst um 1600 gebraucht.
Schmittweiler gehörte bis 1779 zur Kurpfalz und war dem Amt bzw. Gericht Kübelberg zugeordnet, das bereits im 15. Jahrhundert eingerichtet worden und dem Oberamt Lautern untergeordnet war. Im Jahr 1779 kam das Gericht Kübelberg, damit auch der Ort Schmittweiler, tauschweise an das Herzogtum Pfalz-Zweibrücken und gehörte nun zum Oberamt Homburg.
Nach der Einnahme des Linken Rheinufers durch französische Revolutionstruppen (1794) war Schmittweiler von 1798 bis 1814 dem Kanton Waldmohr im Saardepartement zugeordnet. Die Gemeinde Schmittweiler unterstand der Verwaltung der Mairie Schönenberg. Im Jahr 1802 hatte der Ort zusammen mit der Mühle unterhalb des Dorfes 135 Einwohner.
Aufgrund der auf dem Wiener Kongress getroffenen Vereinbarungen kam die Pfalz 1816 zum Königreich Bayern. Unter der bayerischen Verwaltung blieb die Gemeinde Schmittweiler im Kanton Waldmohr, der Teil des Landkommissariats Homburg (1862 umbenannt in Bezirksamt Homburg) im Rheinkreis war. Im Jahr 1837 hatte Schmittweiler bereits 295 Einwohner, davon waren 194 Katholiken, welche nach Kübelberg eingepfarrt waren und 81 Protestanten, die zur Pfarrei Waldmohr gehörten.
Im Bayerischen Ortschaftsverzeichnis aus dem Jahr 1928 wird die Landgemeinde Schmittweiler, nun zum bayerischen Regierungsbezirk Pfalz und zum Bezirksamt Kusel gehörend, wie folgt beschrieben: Dorf mit
550 Einwohnern (442 Katholiken und 108 Protestanten), 89 Wohngebäuden und einer Fläche von 335 Hektar; es gab eine konfessionell gemischte Schule.
Im Zusammenhang mit der ersten rheinland-pfälzischen Verwaltungsreform wurde zum 7. Juni 1969 die bis dahin eigenständige Gemeinde Schmittweiler mit seinerzeit 603 Einwohnern aufgelöst und aus dieser zusammen mit den ebenfalls aufgelösten Gemeinden Kübelberg, Sand und Schönenberg die heutige Ortsgemeinde Schönenberg-Kübelberg neu gebildet.

## Einwohnerentwicklung
Die Zahl der Bewohner von Schmittweiler hat sich von 1592 (30 Einwohner) bis heute (über 600 Einwohner) gesteigert. Im Jahr 1858 fand ein zu dieser Zeit hoher Bevölkerungsrückgang statt. Grund dafür waren die damals hohen Auswanderungsraten in die USA.

## Wundermädchen
Im Jahre 1584 wurde von Schmittweiler ein seltsames Vorkommnis berichtet. So wurde von einem Wundermädchen berichtet, das in Schmittweiler wohne, das seit sieben Jahren im Bett liege und weder etwas esse noch etwas trinke. Die Angelegenheit wurde von höchster Stelle überprüft und man konnte keinen Betrug an dieser Aussage feststellen. In zahlreichen Flugblättern wurde dieses Ereignis  mitgeteilt. Zu dieser Zeit hatte Schmittweiler 30 Einwohner, zum Vergleich: Sand 65, Schönenberg 70 und Kübelberg 75 Einwohner.